# Natal (provincia)

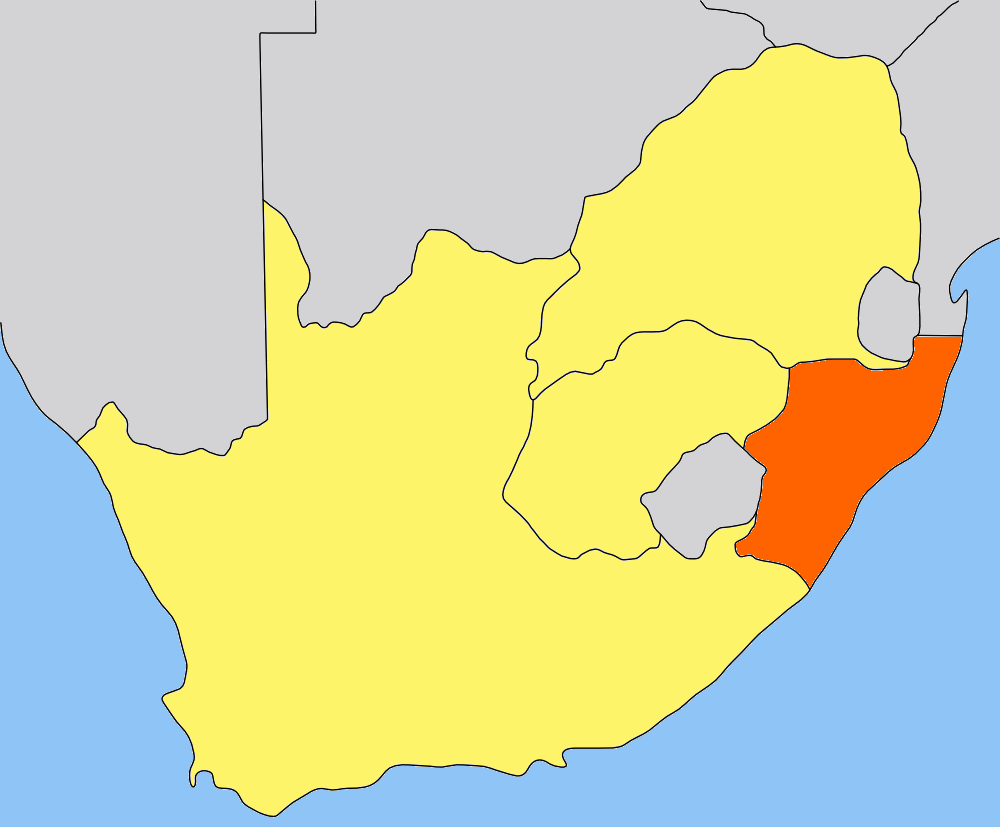
Antica provincia del Natal.

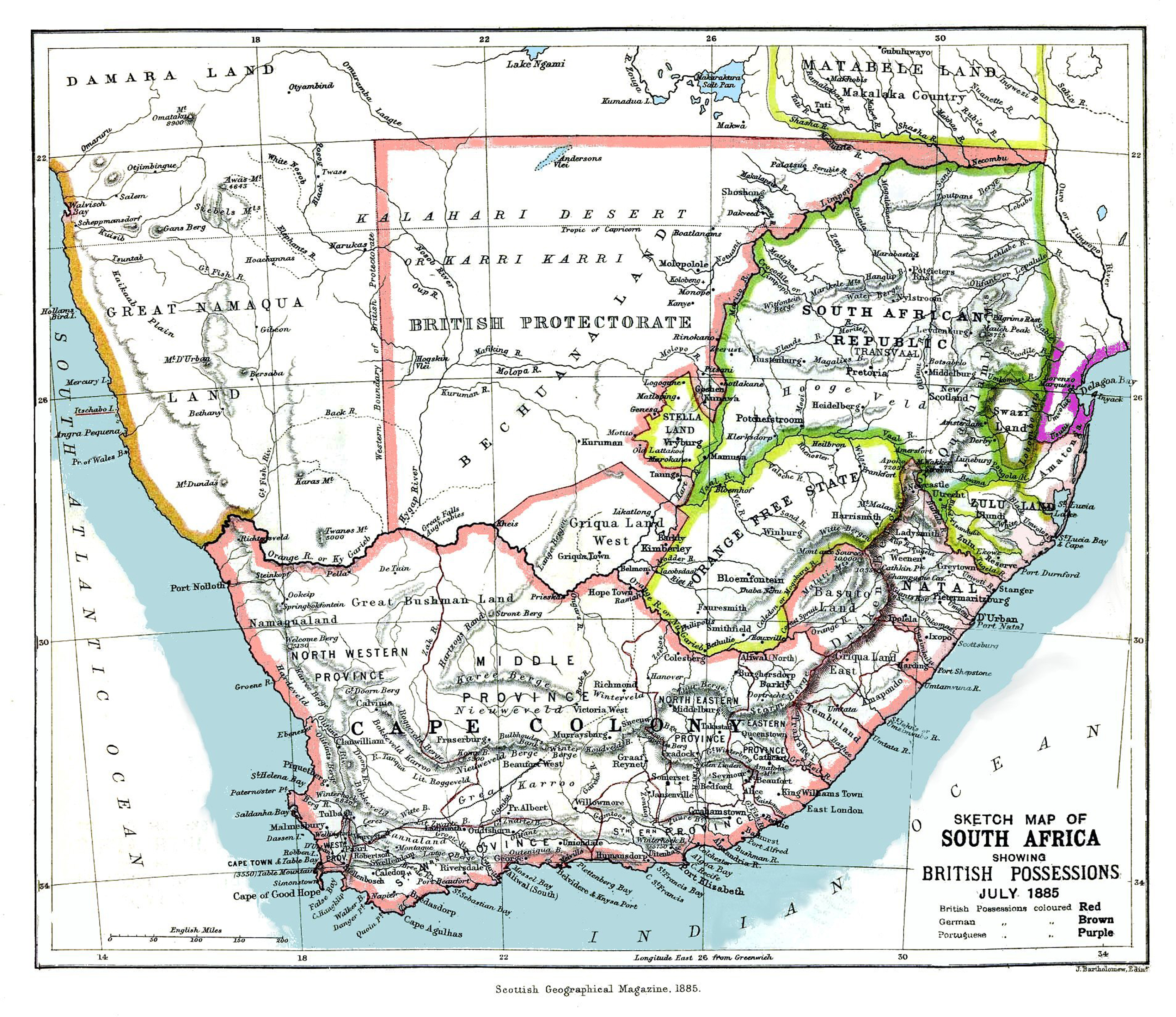
Carta geografica dell'Africa del Sud nel 1885.

Il Natal è stata un'antica provincia della Repubblica Sudafricana dal 1910 fino al 1994, quando è stata unificata con il bantustan del KwaZulu ed è diventata la provincia di KwaZulu-Natal. La sua capitale era Pietermaritzburg.

## Storia
Il Natal deve il suo nome all'esploratore portoghese Vasco da Gama, che approdò sulle sue rive il giorno di Natale del 1497, durante il suo primo viaggio verso l'India. A partire dal 1540 i portoghesi mantennero un insediamento per gli scambi commerciali a nord di Delagoa Bay. Verso la fine del XVII secolo la zona costiera fu occupata dagli inglesi, che nel 1824 istituirono un posto di scambio a Port Natal (attuale Durban). Negli anni tra il 1830 e il 1840 alcune migliaia di pionieri Boeri, detti Voortrekker, emigrarono dalla Colonia del Capo, controllata dai britannici, nella zona a nord del fiume Orange e nella zona del Natal. Il gruppo diretto nel Natal era guidato da Piet Retief, questi cercò di stabilire un accordo con il re degli Zulu, Dingane.
L'accordo venne firmato il 4 febbraio 1838, in base ad esso i territori a sud del fiume Tugela fino al fiume Mzimbuvu venivano ceduti ai boeri. Il 6 febbraio, gli zulu invitarono Retief e i suoi uomini ad una festa durante la quale i boeri vennero uccisi sulla collina di Kwa Matiwane. Successivamente gli zulu attaccarono il campo principale dei voortrekker sterminando donne e bambini. I sopravvissuti elessero Andries Pretorius come loro leader. Il 16 dicembre 1838, l'esercito di Dingane attaccò i boeri che si erano riparati in un'ansa del fiume Tugela. Gli zulu, pur enormemente superiori di numero, vennero sconfitti in quella che divenne famosa come la Battaglia del fiume insanguinato (Battle of Blood River).
Nel 1839 i Boeri proclamano la repubblica indipendente di Natalia. La Gran Bretagna chiaramente non vedeva di buon occhio la creazione di una repubblica indipendente al confine con la sua Colonia del Capo, quindi dapprima (1841) non riconobbe la Repubblica di Natalia, poi (1842) occupò Port Natal, ed infine il 12 maggio 1843 annesse il Natal al Regno Unito con il nome di colonia del Natal.
Negli anni successivi molti abitanti Afrikaner lasciarono la colonia spostandosi nei vicini territori del Transvaal e dello Stato Libero dell'Orange e furono sostituiti da nuovi immigrati, soprattutto provenienti dalla Gran Bretagna. Nonostante fosse stata definita formalmente come colonia, per alcuni anni il Natal non fu molto di più che una semplice amministrazione locale, gestita di fatto dalla Colonia del Capo fino al 1856, quando le venne accordato lo status di colonia della corona britannica e dotata un proprio consiglio legislativo.
La colonia del Natal si estese con successive acquisizioni, e in particolare quella del Zululand, di cui gli inglesi avevano assunto il controllo dopo la loro vittoria sugli Zulu nella Guerra anglo-zulu del 1879. In effetti lo Zululand venne poi formalmente annesso al Natal nel 1887, diventando la parte orientale della colonia. Nel 1893 i britannici concessero al Natal una forma di autogoverno interno. Negli anni successivi furono realizzate importanti opere civili fra cui la ferrovia che collegava Durban a Pretoria nel Transvaal (1895).
Durante la Seconda guerra boera (1899-1902), il Natal, pro britannico, fu invaso dai Boeri, che furono fermati presso Ladysmith. Nel 1910 la colonia divenne una provincia dell'Unione Sudafricana e nel 1961 della Repubblica Sudafricana. Nel 1970, durante il periodo dell'apartheid, all'interno della provincia del Natal venne costituito il bantustan del KwaZulu, riservato alla etnia Zulu. Nel 1994, quando la nuova costituzione sudafricana abolì il sistema di apartheid, KwaZulu fu integrato nella provincia di Natal, che fu ribattezzata provincia di KwaZulu-Natal.

## Geografia
Il territorio del Natal è formato da tre diverse aree geografiche:
- una pianura costiera lungo l'Oceano Indiano, la cui dimensione diminuisce da nord verso sud;
- la regione centrale chiamata altopiano del Natal, composta da una serie di terrazzamenti che digradano dal confine occidentale verso la pianura;
- due regioni montagnose, i monti dei Draghi ad occidente, che segnano anche il confine con il Lesotho e con lo Stato Libero dell'Orange, e la catena dei monti Lebombo a nord al confine con lo Swaziland e il Mozambico.

Il fiume più grande della regione è il Tugela che nasce sui monti dei Draghi e attraversa centralmente la regione sfociando nell'Oceano Indiano a circa 80 km a nord di Durban.